# Papuaamadin
Papuaamadin (Erythrura papuana) är en fågel i familjen astrilder inom ordningen tättingar.

## Utseende och läte
Papuaamadinen är en rätt vacker liten finkliknande fågel. Fjäderdräkten är mestadels ljusgrön, med röd stjärt och matt lilablått ansikte. Liknande blåhuvad amadin är något mindre, med slankare näbb och mer färgglad fjäderdräkt. Vanligaste lätet är ett tunt, svagt och ljust "tsit tsit".

## Utbredning och systematik
Fågeln förekommer i bergstrakter på Nya Guinea (delar av sydöstra Vogelkophalvön). Den behandlas som monotypisk, det vill säga att den inte delas in i några underarter.

## Levnadssätt
Papuaamadinen hittas i städsegröna skogar och skogsbryn. Den påträffas i bergstrakter på mellan 1200 och 2600 meters höjd, sällan lägre.

## Status
IUCN kategoriserar arten som livskraftig.